# Parafia św. Bartłomieja Apostoła w Kuleszach Kościelnych
Parafia pw. Świętego Bartłomieja Apostoła w Kuleszach Kościelnych – rzymskokatolicka parafia należąca do dekanatu Wysokie Mazowieckie, diecezji łomżyńskiej, metropolii białostockiej. Siedziba parafii mieści się przy ulicy Głównej. Parafię prowadzą księża diecezjalni. 

## Zasięg parafii
Do parafii należą wierni z następujących miejscowości: Kulesze Kościelne, Chojane-Bąki, Chojane-Gorczany, Chojane-Pawłowięta, Chojane-Piecki, Chojane-Stankowięta, Chojane-Sierocięta, Czarnowo-Biki, Gołasze-Dąb, Gołasze-Górki, Gołasze Mościckie, Gołasze-Puszcza, Nowe Grodzkie, Stare Grodzkie, Grodzkie Szczepanowięta, Kalinowo-Czosnowo, Nowe Kalinowo, Kalinowo-Solki, Stare Kalinowo, Kulesze-Litewka, Kulesze-Podawce, Kulesze Podlipne, Stara Litwa, Niziołki-Dobki, Stare Niziołki, Tybory Uszyńskie, Wnory-Pażochy, Wnory-Wiechy, Nowe Wykno i Stare Wykno.

## Historia
Parafia została erygowana w październiku 1493 roku przez biskupa łuckiego Jana II Andruszewicza.
Według statystyk diecezjalnych, aktualna liczba wiernych wynosi 2400.

## Kościół parafialny
Uroczystości odpustowe
Odpusty parafialne przypadają:
- 3 maja (NMP Królowej Polski)
- 24 sierpnia (święto patrona parafii, św. Bartłomieja Apostoła).

## Proboszczowie
- Brak danych o proboszczach od 1493–1597[3]
- Ks. Mikołaj Kołaczkowski do roku 1597[3]
- Ks. Stanisław Rokitnicki (1597–1624)[3]
- Brak danych o proboszczach od 1624–1663[3]
- Ks. Andrzej Zapertowicz (1663–1670)[3]
- Ks. Szymon Wnorowski Pławacz (1671–1702)[3]
- Ks. Jan Antoni Żuflichowski (1702-1704)[3]
- Ks. Stanisław Kaczyński (1704–1707)[3]
- Ks. Maciej Zaleski (1707–1719)[3]
- Ks. Mateusz St. Kamieński (1719–1720)[3]
- Ks. Wojciech Wnorowski (1720–1743)[3]
- Ks. Szymon Zaleski (1743–1764)[3]
- Ks. Karol Marcin Wnorowski (1764–1808)[3]
- Ks. Hieronim Emilian Zawadzki (1808–1815)[3]
- Ks. Wojciech Kućmierowski (1815–1848)[3]
- Ks. Wawrzyniec Warecki (1848–1872)[3]
- Ks. Stanisław Ludwik Jamiołkowski (1873–1885)[3]
- Ks. Wojciech Wyszyński (1885–1892)[3]
- Ks. Wojciech Święszkowski (1892–1900)[3]
- Ks. Piotr Iwanowski (1900–1902)[3]
- Ks. Marian Włostowski (1902–1905)[3]
- Ks. Wincenty Jonakjtys (1905–1926)[3]
- Ks. Jerzy Kamiński (1926–1927)[3]
- Ks. Józef Złotkowski (1927–1946)[3]
- Ks. Leon Ostalczyk (1946–1951)[3]
- Ks. Władysław Szepietowski (1951–1971)[3]
- Ks. Bolesław Zawistowski (1971–1978)[3]
- Ks. Paweł Olędzki (1978–1992)[3]
- Ks. Franciszek Wróblewski (1992-1997)[3]
- Ks. Henryk Budny (1997–2007)[3]
- Ks. Bogdan Malinowski (2007–2020)[4]
- Ks. Krzysztof Konopka (2020– )[5]